# Akumulační oblast

Akumulační oblast se nachází v nejvyšší nadmořské výšce ledovce, kde je akumulace materiálu větší než ablace.

Akumulační oblast na ledovci je oblast nad hranicí firnu, kde se sníh hromadí a překračuje ztráty z ablace (tání, odpařování, sublimace a další procesy). Roční hranice rovnováhy odděluje akumulační a ablační oblast v daném roce. Akumulační oblast je rovněž definována jako část povrchu ledovce, obvykle ve větších nadmořských výškách, na níž dochází k čisté akumulaci sněhu, který se následně mění na firn a poté na led. Tato vznikající ledovcová hmota se odtud pohybuje směrem k okraji ledovce.
Hmotnostní bilance ledovce je rozdíl mezi akumulací a ablací.